# Victorine Charvin

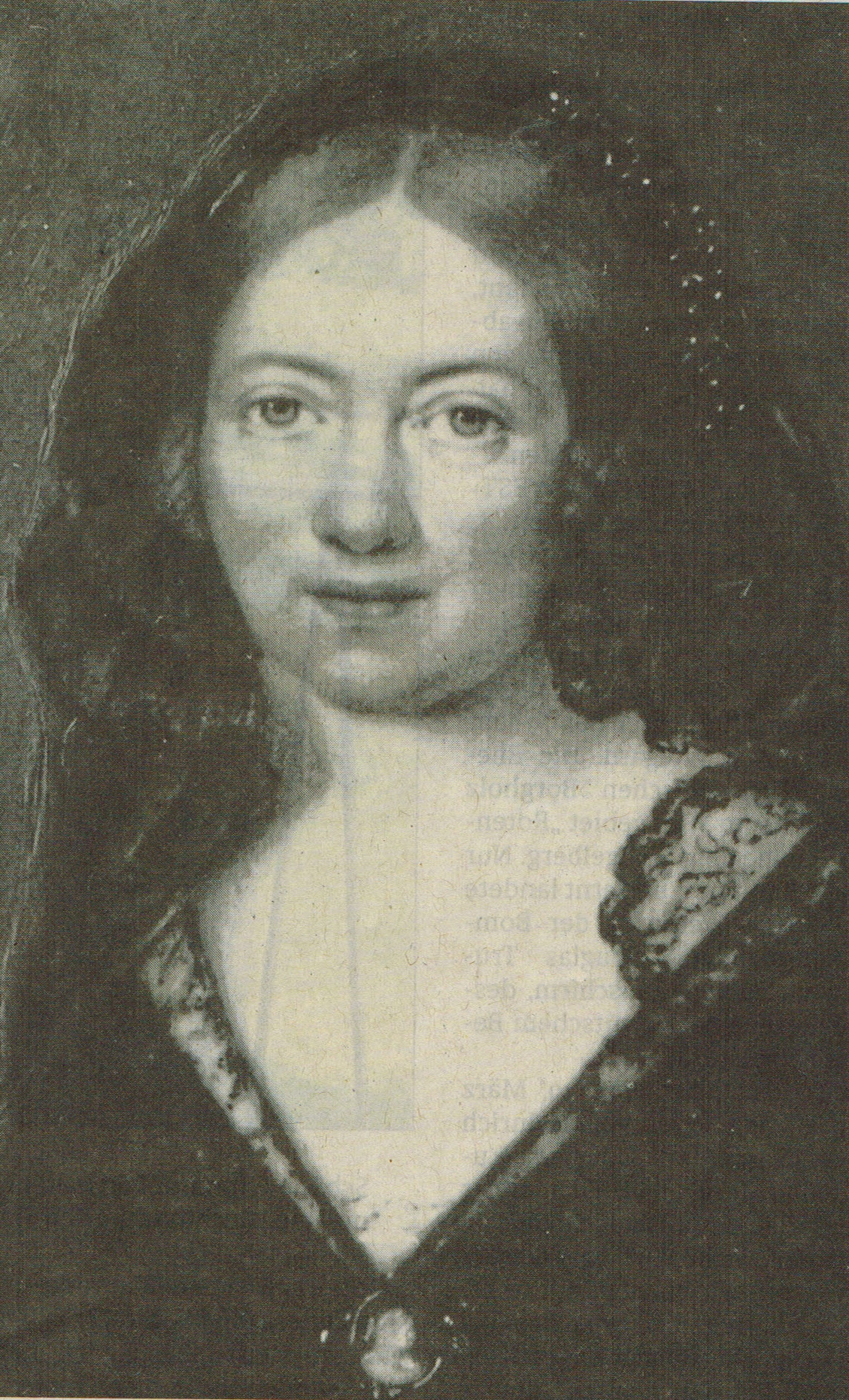
Victorine-Charlotte Charvin, geb. Fischer

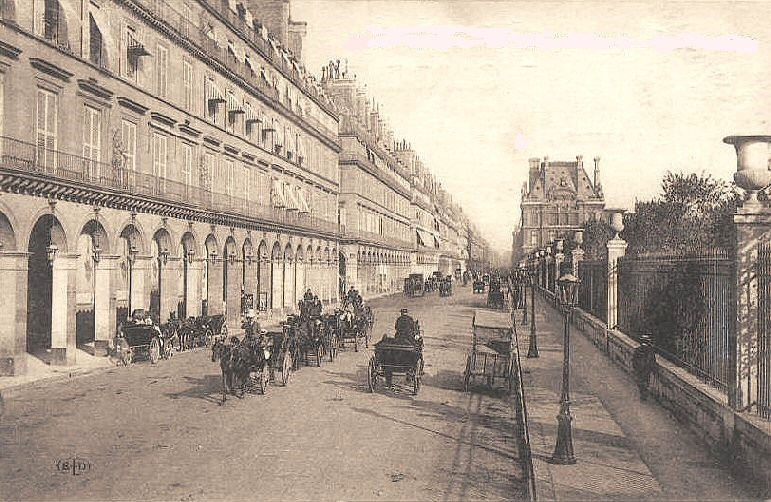
Rue de Rivoli in Paris (um 1900)

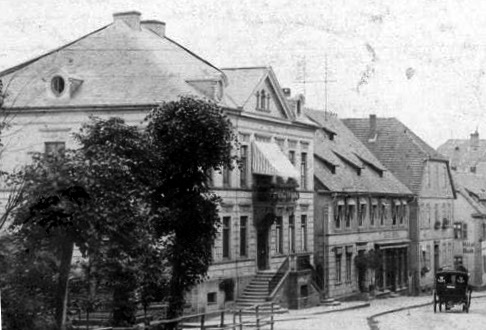
Das Haus der Familie Fischer in Warburg, Hauptstraße 14 (erb. 1852)

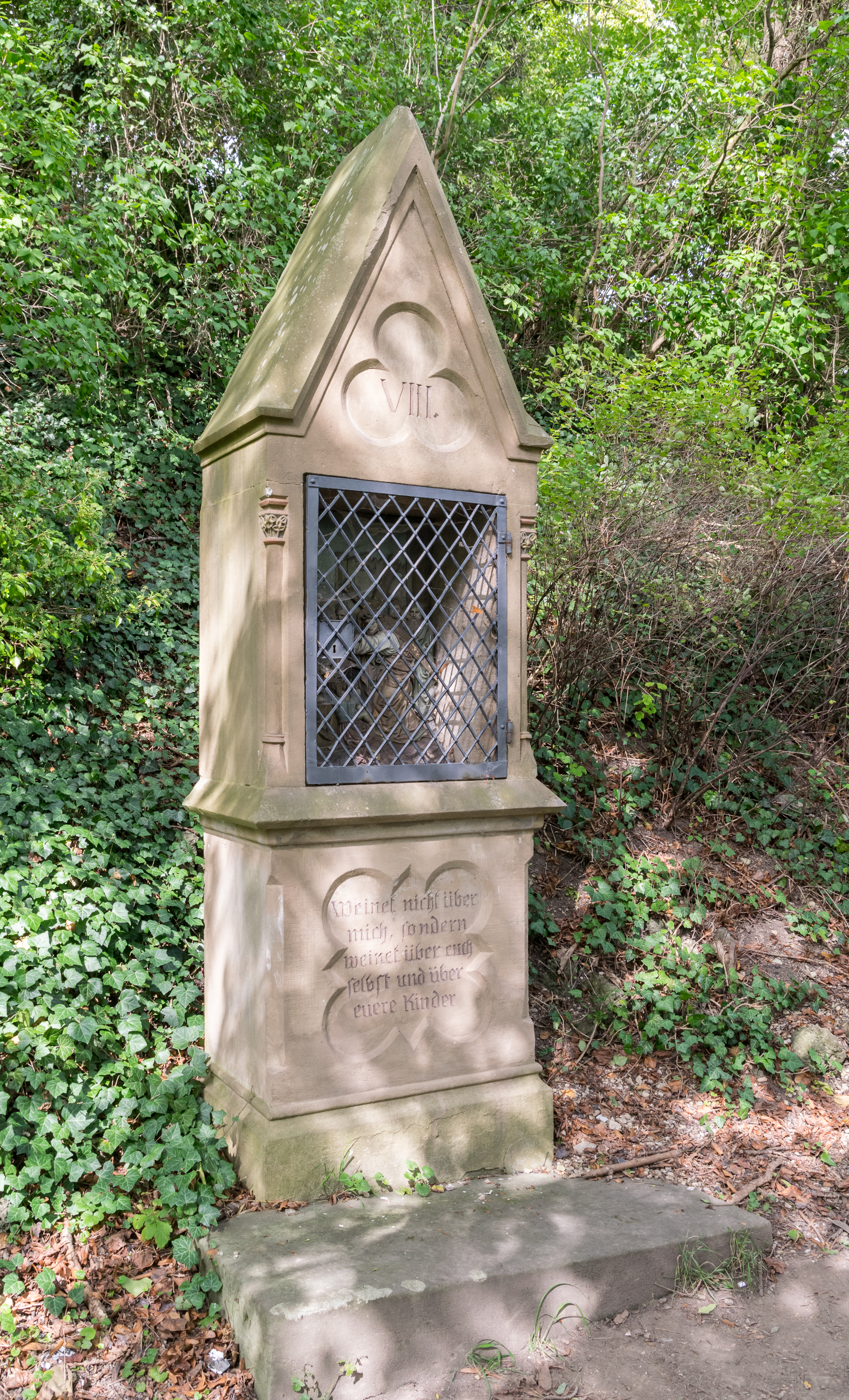
Die 8. Station des Kreuzweges (1858/2015) mit der Inschrift: „Weinet nicht über mich, sondern weinet über euch selbst und über euere Kinder“

Victorine-Charlotte Charvin, geb. als Anna Maria Victoria Fischer (* 1. August 1799 in Warburg; † 17. Januar 1862 in Paris) war eine deutsche Mäzenatin.

## Leben
Sie stammte aus einer alteingesessenen Familie in Warburg und war die älteste Tochter des Justizkommissars Philipp Fischer (1772–1846) und seiner Frau Charlotte Böttrich (1779–1842). Am 1. Mai 1821 heiratete sie in Warburg den Franzosen Pierre Charvin (1784–1840) und zog zunächst zu ihm nach Kassel. Das Ehepaar bekam vier Kinder.
Pierre war Sohn eines Steuereinnehmers aus Savoyen und während der Regierung Jérôme Bonapartes in das neugeschaffene Königreich Westphalen gekommen. In Kassel hatte er zunächst als Buchhalter, dann als Direktor des Gasthauses Zur Stadt Schmalkalden, Obere Fuldagasse Nr. 16, nahe der Brüderkirche, das auch als Quartier der Boten aus Frankreich diente, gearbeitet. Es handelte sich um ein stattliches, viergeschossiges Eckhaus der Renaissance mit auskragendem Quergebälk, das später verputzt und beim Luftangriff auf Kassel am 22. Oktober 1943 zerstört wurde. 1823 wurde er als Eigentümer dieses Gasthauses genannt. Zudem besaß er in der Zeit eine Warmbadeanstalt in der Nähe der Fulda.
Einige Jahre später verlegte die Familie ihren Wohnsitz von Kassel nach Paris. Dort hatte ein Onkel von Pierre, der während der Revolution Jakobiner gewesen war und danach als Notar arbeitete, ihn zu seinem Erben eingesetzt. Das große Vermögen bestand unter anderem aus mehreren Landgütern und stammte ursprünglich von einer Marquise de Chevriers, die der Onkel durch Heirat vor der Guillotine gerettet und dann beerbt hatte. 1827 trat Pierre das Erbe des verstorbenen Onkels an.
1840 starb Pierre und Victorine wurde Witwe. Daraufhin zog ihr wesentlich jüngerer Bruder Robert Fischer (1820–1870), der eine kaufmännische Ausbildung absolviert hatte, zu ihr nach Paris, kümmerte sich um die Verwaltung des Vermögens, betätigte sich als Bankier und heiratete ihre Tochter Pierrine (gen. "Pierrette", 1832–1853). Die Familie Fischer wohnte in der vornehmen Rue Rivoli und bekam mindestens vier Kinder (darunter Pierrine die jüngere, welche Carl Caspar von Droste zu Hülshoff heiratete). 1852 ließ sie in Warburg das Haus Hauptstraße 14 erbauen. 1853 starb Pierrine vorzeitig, und auch ihre drei Geschwister starben noch vor der Mutter. Danach ließ Robert das Rittergut Menne bei Warburg, das er bereits 1850 aus der Insolvenzmasse Wilhelm Otto von Hiddessens ersteigert hatte, vollständig erneuern und mit einem großen Park versehen. 1862 heiratete er erneut. Dieses Mal war die Braut seine Großnichte, Adelaide (Adelheid) Fischer (1843–1890), deren eine Tochter Maria Rudolf Freiherrn von Brenken heiratete. Andere Nachfahren erbten nach seinem Tode das Gut in Menne, das sie bis heute besitzen. 
Auch Victorine besuchte nach dem Tode ihres Mannes immer wieder ihre Geburtsstadt Warburg. Besonders eng war der Kontakt zu ihrem Bruder Heinrich Fischer, der seit 1843 Warburger Bürgermeister war, und sie unterstützte dessen soziale und religiöse Projekte. Ihre Schenkungen ermöglichten 1857 die Erneuerung und Vergrößerung eines älteren, aus ursprünglich sieben Stationen bestehenden Kreuzweges. Er verbindet die Altstädter Marienkirche und die Erasmuskapelle auf dem Burgberg und wurde nun mit 14 neugotischen Sandsteinhäusern, die plastischen Bildwerke enthalten, ausgestattet. Sie förderte zudem die Restaurierung und Neuausstattung der Erasmuskapelle mit der darunter liegenden Krypta und 1861 den Bau einer neuen Orgel in der Neustadtkirche. Zudem spendete sie immer wieder größere Beträge für das Warburger Krankenhaus und die Armenpflege.
Am 17. Januar 1862 starb Victorine in Paris und wurde auf dem Friedhof Pere-Lachaise bestattet. Zuvor hatte sie noch verfügt, dass aus ihrem Nachlass eine mit 20.000 Talern (= ca. 400.000 €) dotierte Sozialstiftung gegründet werden soll. 1863 wurden am Hospitäler Kirchhof in der Neustädter Unterstraße 10 mit den Mitteln ein Heim für mittellose Frauen und ein Schulgebäude für die Mädchen der Neustadt erbaut. Das Haus wurde später von Ordensschwestern der Genossenschaft der Töchter der christlichen Liebe vom heiligen Vinzenz von Paul, die sich 1797 in Paris neu gegründet hatte, geleitet.

## Ehrungen
- Das mit Victorines Mitteln finanzierte und 1968 abgebrochene Haus Unterstraße 10 wurde nach ihr Charvin-Stift genannt. Dieser Name wurde danach auf den in der Zeit auf dem nahegelegenen Grundstück Hinter der Mauer Nord 21, 34414 Warburg, neu errichteten und noch bestehenden Kindergarten übertragen. Er befindet sich heute in Trägerschaft des Pastoralverbundes Warburg Stadt und Land im Dekanat Höxter des Erzbistums Paderborn.
- Zu ihrem 50. Todestag 1912 würdigte der Altstädter Pfarrer und Lokalhistoriker Ludwig Hagemann sie mit den Worten: „Solange Warburg bestehen bleibt, wird man den Namen dieser edlen Frau, der die Stadt Warburg so viel verdankt, mit Liebe, Ehrfurcht und Dankbarkeit nennen.“